# Polarpriset
Polar Music Prize (Polarpriset) är ett svenskt internationellt inriktat musikpris, instiftat av Stikkan Anderson 1989. Namnet är hämtat från Andersons skivbolag, Polar Music. Priset delas sedan 1992 årligen ut till enskilda personer, grupper eller institutioner, oftast till två mottagare per år.

## Beskrivning
En oberoende prisnämnd med 12 ledamöter bestående av bland andra representanter från Sveriges kompositörer och textförfattare (SKAP), Föreningen svenska tonsättare (FST) och Musikförläggarna utser pristagarna. Nomineringar till Polar Music Prize kommer från bland annat Confédération Internationale des Sociétés d'Auteurs et Compositeurs (CISAC), International Federation of the Phonographic Industry (IFPI) och The European Composer and Songwriter Alliance (ECSA).
Priset ges "för betydande insatser inom musiken och/eller musiklivet, eller för insatser som bedöms kunna bli av stor betydelse för musiken eller musiklivet, och skall kunna avse alla områden inom eller med nära anknytning till musiken".
I allmänhet utses en pristagare inom populärmusik och en inom klassisk musik. Prissumman är 1 miljon svenska kronor per pristagare och delas i regel ut av Sveriges konung Carl XVI Gustaf, ofta men långtifrån alltid i juni månad och i Stockholms konserthus. Även Berwaldhallen och Grand Hotell har varit värd för prisutdelningen som årligen direktsänds i TV4.
Styrelsen för Polar Music Prize består av representanter från familjen Anderson, SKAP och Svenska Tonsättares Internationella Musikbyrå (STIM). Prissummorna bekostas med avkastningen från Stikkan Anderssons donation, medan kostnader för galor och prisutdelningar bekostas med sponsormedel. I juni 2018 visade Sveriges Radio att stiftelsen flera år gått med stor ekonomisk förlust.
Paul McCartney var den förste pristagaren och den ende tillsammans med Dietrich Fischer-Dieskau och Chuck Berry som inte tagit emot priset personligen. 1993 mottog Dizzy Gillespie priset postumt sedan han avlidit efter att han utsetts som pristagare.

## Pristagare

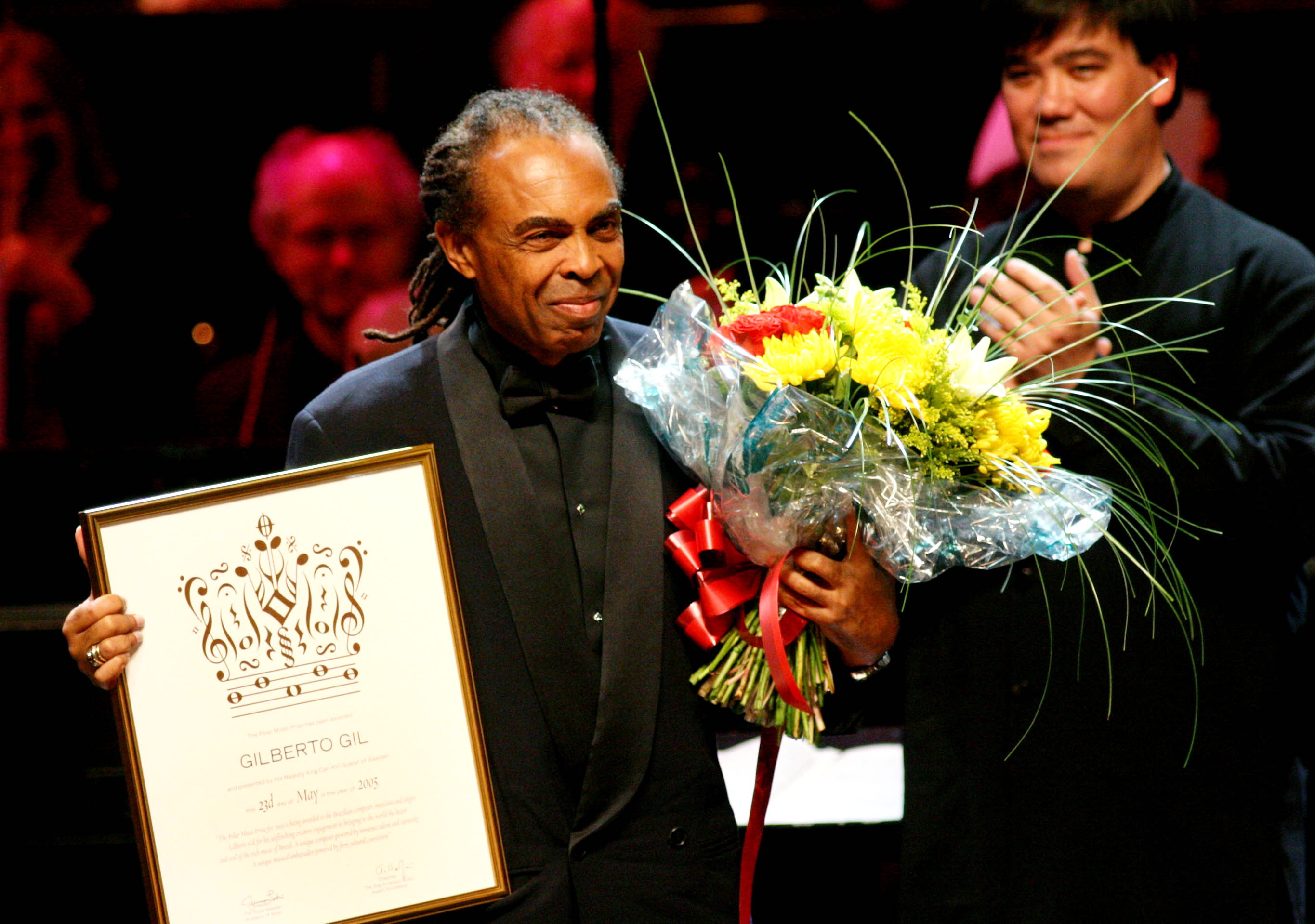
Gilberto Gil vid utdelningen av Polarpriset 2005.

Vinnare av priset inom populärmusik anges först, därefter vinnare i klassisk musik.

- 1992 – Paul McCartney och de baltiska staterna (Estland, Lettland och Litauen)
- 1993 – Dizzy Gillespie (postumt)[6] och Witold Lutosławski
- 1994 – Quincy Jones och Nikolaus Harnoncourt
- 1995 – Elton John och Mstislav Rostropovitj
- 1996 – Joni Mitchell och Pierre Boulez
- 1997 – Bruce Springsteen och Eric Ericson
- 1998 – Ray Charles och Ravi Shankar
- 1999 – Stevie Wonder och Iannis Xenakis
- 2000 – Bob Dylan och Isaac Stern
- 2001 – Burt Bacharach, Robert Moog och Karlheinz Stockhausen
- 2002 – Miriam Makeba och Sofija Gubajdulina
- 2003 – Keith Jarrett
- 2004 – B.B. King och György Ligeti
- 2005 – Gilberto Gil och Dietrich Fischer-Dieskau
- 2006 – Led Zeppelin och Valerij Gergijev
- 2007 – Sonny Rollins och Steve Reich
- 2008 – Pink Floyd och Renée Fleming[8]
- 2009 – Peter Gabriel och José Antonio Abreu[9]
- 2010 – Björk och Ennio Morricone[10]
- 2011 – Patti Smith och Kronos Quartet[11]
- 2012 – Paul Simon och Yo-Yo Ma[12]
- 2013 – Youssou N'Dour och Kaija Saariaho[13]
- 2014 – Chuck Berry och Peter Sellars[14]
- 2015 – Emmylou Harris och Evelyn Glennie [15]
- 2016 – Max Martin och Cecilia Bartoli[16]
- 2017 – Sting och Wayne Shorter[17]
- 2018 – Metallica och Afghanistan National Institute of Music[18]
- 2019 – Grandmaster Flash och Anne-Sophie Mutter samt stiftelsen Playing for Change [19][20]
- 2020 – Diane Warren och Anna Netrebko[21]
- 2021 – På grund av coronapandemin utsågs inga pristagare 2021
- 2022 – Iggy Pop och Ensemble intercontemporain[22]
- 2023 – Chris Blackwell, Angélique Kidjo och Arvo Pärt[23]
- 2024 – Nile Rodgers och Esa-Pekka Salonen[24][25]
- 2025 – Queen, Herbie Hancock och Barbara Hannigan[26]

## Källhänvisningar
1. ↑  ”Kungen delar inte ut årets Polarpris”. Sydsvenskan. 20 mars 2020. https://www.sydsvenskan.se/2020-02-08/kungen-delar-inte-ut-arets-polarpris. Läst 20 augusti 2020.
2. ↑  ”POLAR MUSIC PRIZE Ny utställning och massor av Polarprisaktiviteter”. Musikindustrin. 15 augusti 2013. http://www.musikindustrin.se/2013/08/15/polar-music-prize-ny-utstallning-och-massor-av-polarprisaktiviteter/. Läst 20 augusti 2020.
3. ↑  ”Konungen delade ut Polarpriset”. Dagens Nyheter. 19 maj 1993. https://www.dn.se/arkiv/teater/konungen-delade-ut-polarpriset/. Läst 20 augusti 2020.
4. ↑  Expressen/TT (2003/2007). ”Polarpriset till Keith Jarrett”. Expressen. https://www.expressen.se/noje/musik/polarpriset-till-keith-jarrett/. Läst 20 augusti 2020.
5. ↑  ”Polarprisstiftelsen har svårt att hitta sponsorer - Kulturnytt i P1, Sveriges Radio”. https://sverigesradio.se/sida/artikel.aspx?programid=478&artikel=6974458. Läst 14 juni 2018.
6. 1 2  ”Dizzy Gillespie; Laureate of the Polar Music Prize 1993” (på engelska). Polar Music Prize. http://www.polarmusicprize.org/laureates/dizzy-gillespie/.
7. ↑  DN (2007-01-25): "Alla vinnare 1992-2007". DN.se. Läst 7 augusti 2014.
8. ↑  Carp, Ossi (2008-05-21): " Polarpris till Fleming och Pink Floyd". DN.se. Läst 7 augusti 2014.
9. ↑  Benholm, Sofia (2009-05-12): "Polarpriset 2009". Svt.se. Läst 7 augusti 2014.
10. ↑  "Årsöversikter: polarpriset". NE.se. Läst 7 augusti 2014.
11. ↑  TT (2011-05-03): "Patti Smith får Polarpriset". Expressen.se. Läst 7 augusti 2014.
12. ↑  TT, Harry Amster (2012-05-08): "Polarpris till Yo-Yo Ma och Paul Simon". Svd.se. Läst 7 augusti 2014.
13. ↑  Nylin, Lars (2013-05-07): "PRIS Polarpriset till Youssou N’Dour och Kaija Saariaho". Musikindustrin.se. Läst 7 augusti 2014.
14. ↑  "Polarpriset 2014". Arkiverad 24 september 2015 hämtat från the Wayback Machine. Swedenabroad.com, 2014-05-08. Läst 7 augusti 2014.
15. ↑  Dagens Nyheter 10 mars 2015
16. ↑  Polar Music Prize. Läst 10 februari 2016
17. ↑  Lasse Mannheimer (7 februari 2017). ”De får Polarpriset 2017”. TT. http://www.dn.se/kultur-noje/de-far-polarpriset-2017/. Läst 7 februari 2017.
18. ↑  Hugo Lindkvist (14 februari 2018). ”Metallica får Polarpriset 2018”. TT. https://www.dn.se/kultur-noje/metallica-far-polarpriset-2018/. Läst 14 februari 2017.
19. ↑  ”Årets vinnare av Polarpriset 2019 avslöjas: Grandmaster Flash”. Expressen. https://www.expressen.se/noje/arets-polarprisvinnare-2019-avslojas/. Läst 13 februari 2019.
20. ↑  ”Playing For Change”. Arkiverad från originalet den 14 februari 2019. https://web.archive.org/web/20190214061409/https://www.polarmusicprize.org/start/laureates/playing-for-change/. Läst 24 april 2024.
21. ↑  ”Låtskrivaren Diane Warren och operasångerskan Anna Netrebko får Polarpriset”. Dagens Nyheter. 11 februari 2020. https://www.dn.se/kultur-noje/vem-far-arets-polarpris-2020/. Läst 11 februari 2020.
22. ↑  ”Polarpriset till Iggy Pop och fransk solistensemble”. Dagens Nyheter.. 8 februari 2022. https://www.dn.se/kultur/polarpriset-till-iggy-pop-och-fransk-solistensemble/. Läst 8 februari 2022.
23. ↑  ”Chris Blackwell, Angélique Kidjo och Arvo Pärt får årets Polarpris”. AFTONBLADET.SE. 28 mars 2023. https://www.aftonbladet.se/nojesbladet/musik/a/onVmvW/chris-blackwell-angelique-kidjo-och-arvo-par-far-arets-polarpris. Läst 28 mars 2023.
24. ↑  ”Nile Rodgers — Polar Music Prize” (på engelska). www.polarmusicprize.org. https://www.polarmusicprize.org/laureates/nile-rodgers/. Läst 12 mars 2024.
25. ↑  ”Esa-Pekka Salonen — Polar Music Prize” (på engelska). www.polarmusicprize.org. https://www.polarmusicprize.org/laureates/esa-pekka-salonen/. Läst 12 mars 2024.
26. ↑  ”De får årets Polarpris – ”total överraskning””. Dagens Nyheter. 18 mars 2025. https://www.dn.se/kultur/de-far-arets-polarpris-total-overraskning/. Läst 18 mars 2025.